# 酸素欠乏危険作業特別教育規程
酸素欠乏危険作業特別教育規程（さんそけつぼうきけんさぎょうとくべつきょういくきてい、昭和47年9月30日労働省告示第132号）は、酸素欠乏作業の特別教育についての基準を定めた厚生労働省告示である。
酸素欠乏症等防止規則に基づき定められたものである。
本告示は次のような内容になっている。
- 第一種酸素欠乏危険作業に係る特別教育
- 第二種酸素欠乏危険作業に係る特別教育